# Trophodeinus vicinus
Trophodeinus vicinus är en tvåvingeart som beskrevs av Borgmeier 1963. Trophodeinus vicinus ingår i släktet Trophodeinus och familjen puckelflugor.
Artens utbredningsområde är Guatemala. Inga underarter finns listade i Catalogue of Life.